# Moralia in Job

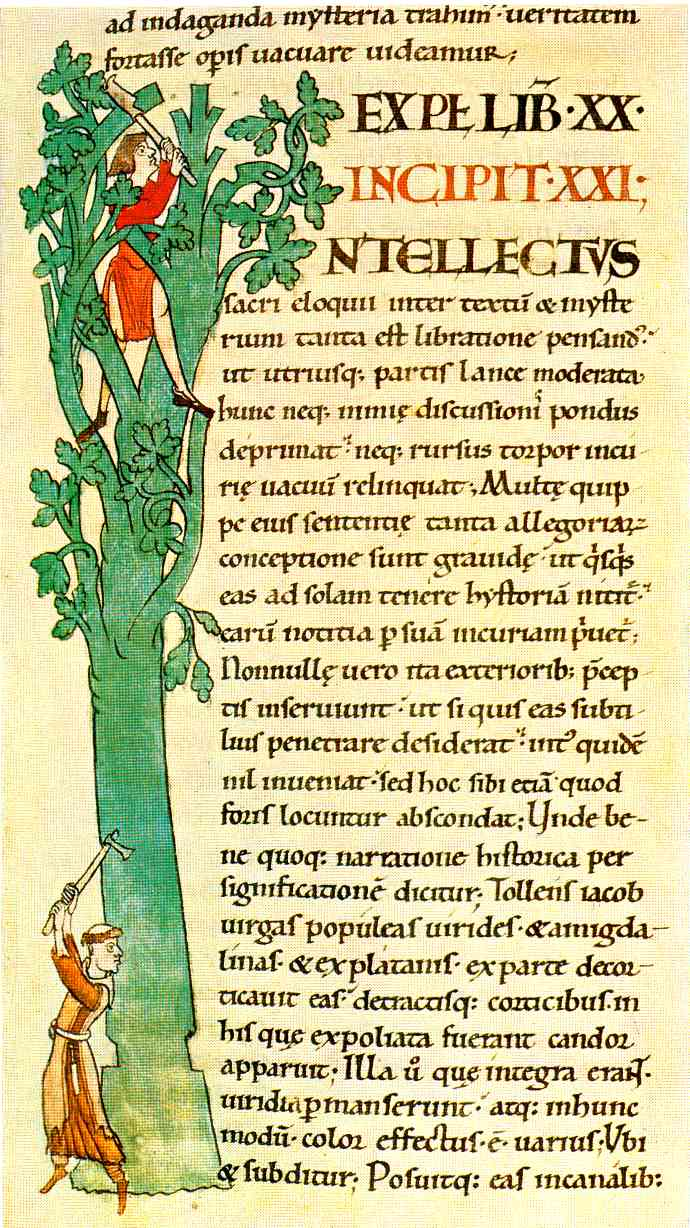
Folium 41 van de Moralia in Job van Stephen Harding (Bibliothèque municipale, Dijon, Ms. 173). De gehistorieerde Initiaal I van het "Intellectus sacri eloquii" uit het boek 21 heeft de vorm van een boom gekregen die door een monnik omgehakt wordt.

De Moralia in Job of Moralia in Iob is een commentaar op het Bijbelboek Job dat Gregorius de Grote tussen 578 en 595 schreef. Het is met vijfendertig boeken het omvangrijkste werk van de kerkvader en een belangrijk voorbeeld van middeleeuwse Bijbelexegese. Gregorius duidt het Bijbelboek op drie niveaus: letterlijk, overdrachtelijk en moreel.
Het werk werd in de middeleeuwen hoog gerespecteerd en er bestaan vele verluchte exemplaren van. Een voorbeeld is het manuscript uit de Franse Cistenciënzerabdij van Cîteaux. Het handschrift ontstond in 1111 in opdracht van de toenmalige Engelse abt Stephen Harding. Voor de kennis van de evolutie in de schilderkunst is het een merkwaardig document, met verluchtingen in het beperkte kleurengamma van groen en blauw, kenmerkend voor de romaanse stijlperiode. Op een vaak humoristische wijze illustreert het een verhaal over de bezigheden in het dagelijks leven van cisterciënzer monniken.